# Nāḩiyat al Qaryatayn
Nāḩiyat al Qaryatayn (arabiska: ناحية القريتين) är ett subdistrikt i Syrien.   Det ligger i provinsen Homs, i den centrala delen av landet, 130 km nordost om huvudstaden Damaskus.
Trakten runt Nāḩiyat al Qaryatayn är ofruktbar med lite eller ingen växtlighet. Runt Nāḩiyat al Qaryatayn är det glesbefolkat, med 14 invånare per kvadratkilometer.